# 2340 (numero)
Duemilatrecentoquaranta (2340) il numero naturale dopo il 2339 e prima del 2341.

## Proprietà matematiche
- È un numero pari
- È un numero composto
- In notazione scientifica, è scritto come 2,34×103. La somma delle sue cifre è 9. Ha un totale di 6 fattori primi e 36 divisori positivi. Ci sono 576 numeri interi positivi (fino a 2340) che sono primi rispetto a 2340.[1]
- Fattorizzazione: 22× 32× 5 × 13
- La somma di tutti i fattori di 2340 è 7644.
- Fattori di 2340: 1, 2, 3, 4, 5, 6, 9, 10, 12, 13, 15, 18, 20, 26, 30, 36, 39, 45, 52, 60, 65, 78, 90, 117, 130, 156, 180, 195, 234, 260, 390, 468, 585, 780, 1170, 2340